# Великий палац (Петергоф)

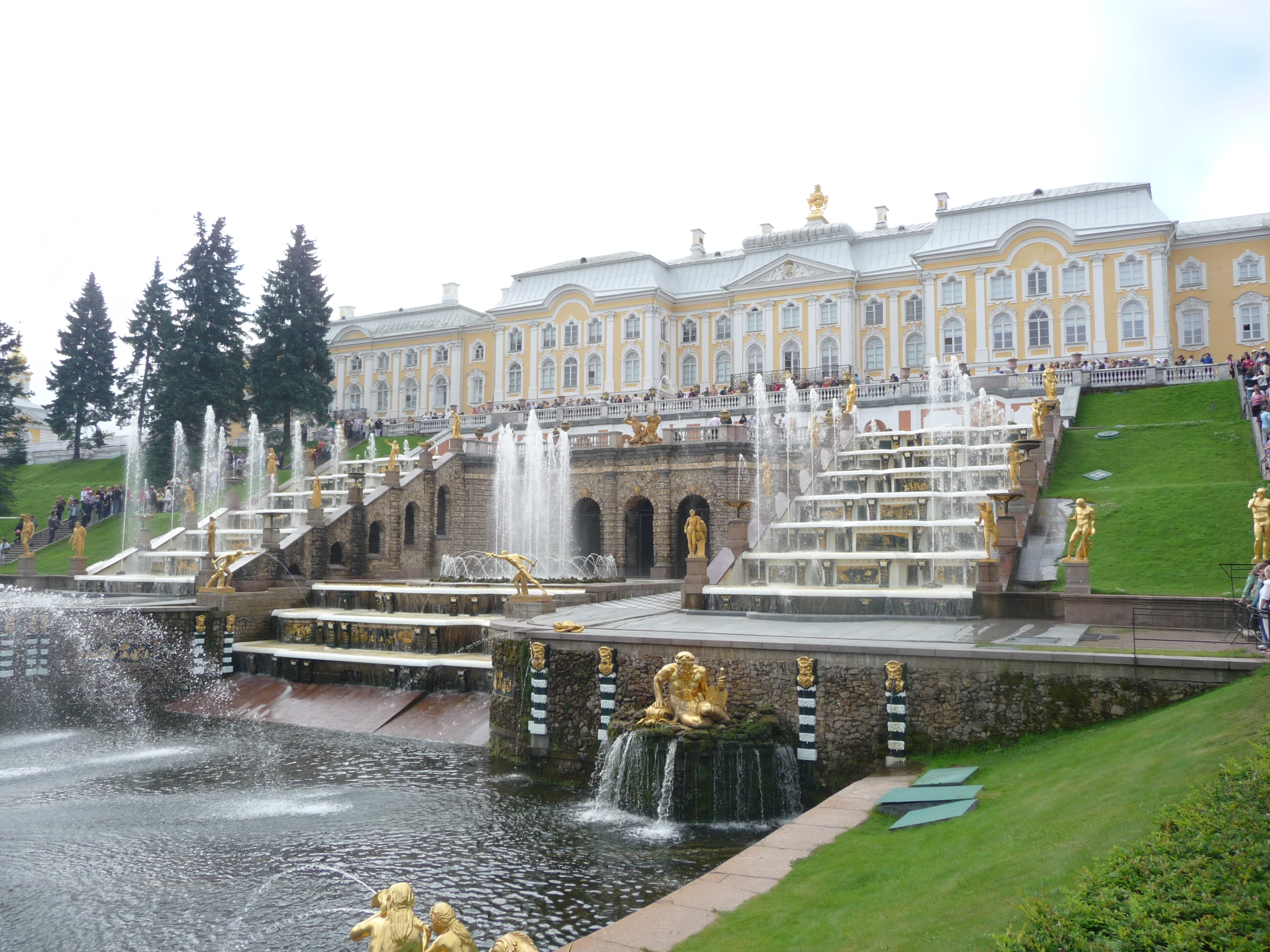
Вигляд Великого Петегорофського палацу з північного фасаду, з Нижнього парку

59°53′05″ пн. ш. 29°54′32″ сх. д. / 59.88465° пн. ш. 29.9088° сх. д.
Великий палац — основна будівля палацово-паркового ансамблю «Петергоф», розташована у місті Петергоф на південному березі Фінської затоки в Петродворцовому районі Санкт-Петербурга. Був практично повністю зруйнований під час німецько-радянської війни, й у 1952 році відновлений.

## Історія створення
Спочатку досить скромний царський палац, споруджений у стилі «петровського бароко» в 1714—1725 роках за проектом І. Браунштейна, Ж. Б. Леблона, а потім Ніколо Мікетті, був перебудований (1745—1752) Єлизаветою по моделі Версаля (арх. Франческо Растреллі), — в так званому стилі зрілого бароко. Довжина зверненого до моря фасаду — 268 м. Є частиною Державного художньо-архітектурного палацово-паркового музею-заповідника «Петергоф».

## Зали палацу
Вид на фасад Великого палацу з Верхнього або Нижнього парків вражає, але сам по собі палац досить вузький й не настільки великий, як виглядає. Налічує приблизно 30 зал, у тому числі багато оздоблених парадних зал, оштукатурених під мармур, з розписаними стелями, інкрустованим паркетом й позолоченими стінами.

### Парадні сходи

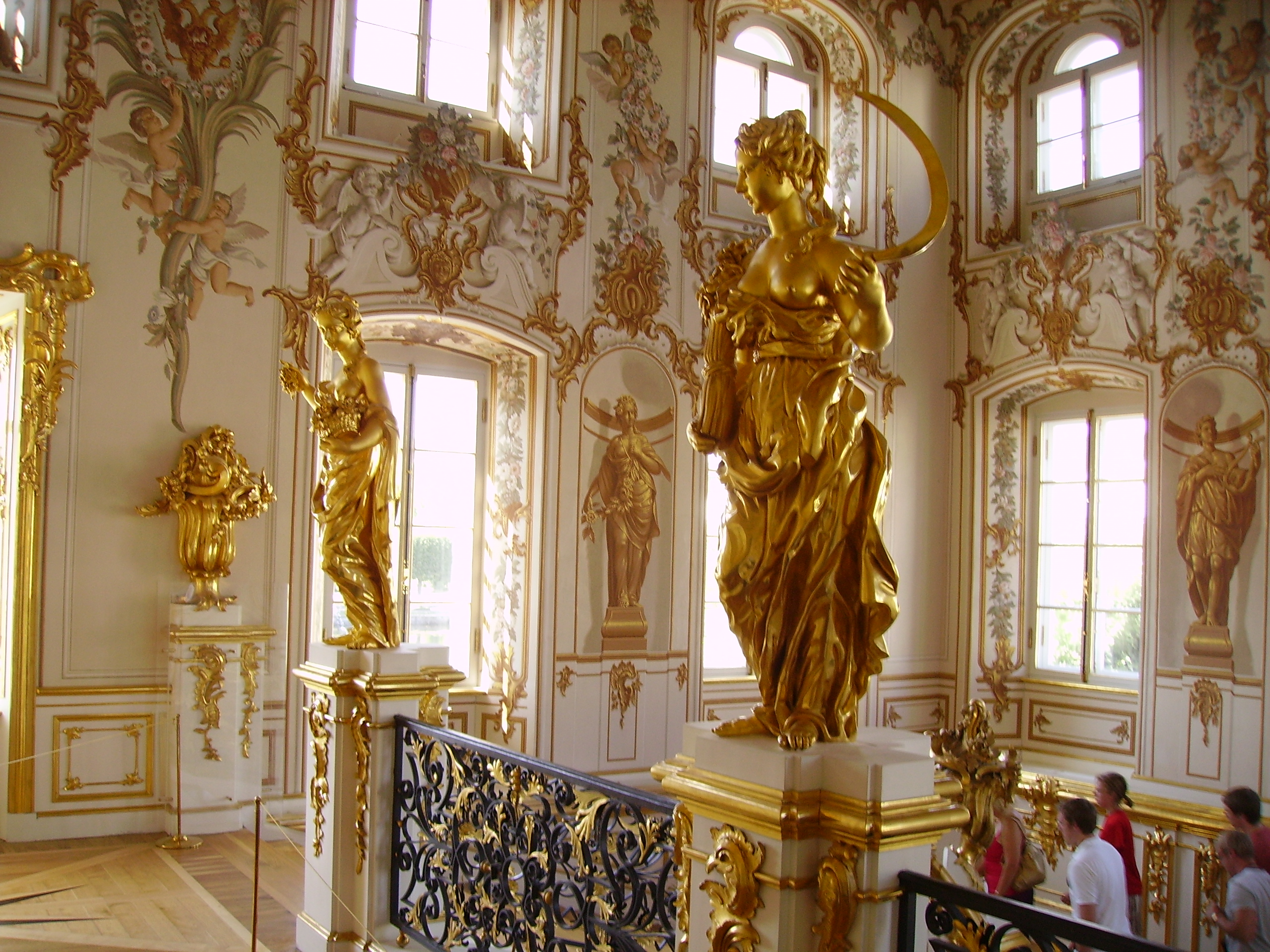
Парадні сходи. Алегорії Літа й Весни

Парадний вхід розміщений у західному флігелі палацу. Таке рішення дозволяло Растреллі розгорнути анфіладу парадних залів, нанизаних на вісь вздовж фасаду (цей принцип найбільш повно реалізовано архітектором в наступному за часом створення великому палаці — Катерининському). Квадратний у плані зал з двосвітловими сходами — один із найефектніших інтер'єрів палацу, відрізняється парадною й розкішною обробкою. У ньому Растреллі досяг максимального синтезу мистецтв, застосувавши чи не всі можливі засоби декорування: олійний живопис плафона, темперний розпис стін, ліпнина, різьба по дереву, кований метал. В інтер'єрі сходи різноманітно представлені різні скульптурні форми: барельєфи, картуші, статуї, рокайлі, вази.

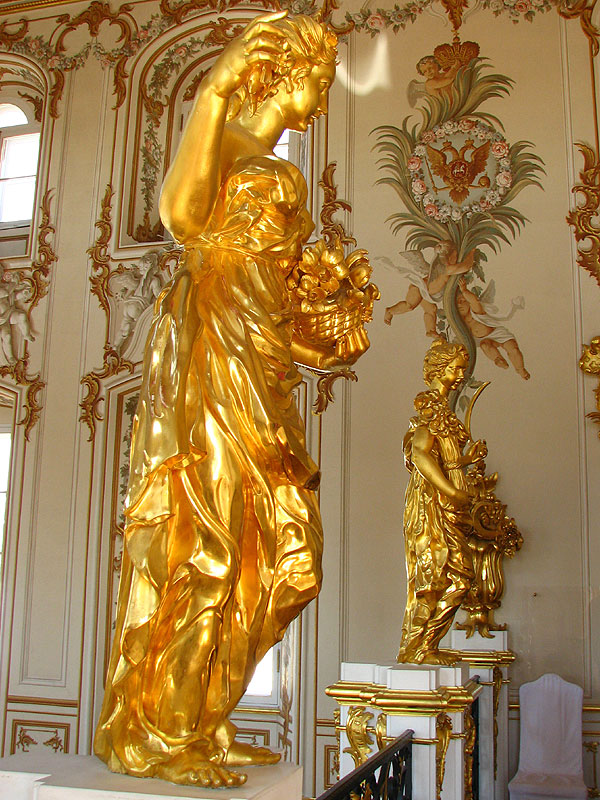
Алегорія Весни

Але основним елементом декору, традиційним для растреллівських інтер'єрів, є позолочена різьба по дереву. Виконання робіт відноситься до 1751 році; бригаду російських майстрів очолював Йосип Шталмеєр. Нижню частину сходів прикрашають різьблені каріатиди, відтворені в повоєнні роки за моделями скульпторів Г. Михайлової й Е. Масленникова. Найпомітніші скульптури верхньої частині — алегоричні зображення пір року, прикрашають верхню площадку сходів. Весна, Літо (на перилах), Осінь й Зима (поміщені в нішах навпроти перших) представлені в образі юних дівчат. Повторення скульптур «Весна», «Літо» та «Осінь» також виконали Г. Михайлова та Е. Масленников. Скульптура «Зима», в роки німецько-радянської війни була евакуйована ійзбереглася. Дверний портал, що веде в Танцювальний зал, вирішено у формах тріумфальної арки. Окрасою монументального десюдепорта служать дві різьблені фігури «Вірність» й «Справедливість».. Портал відтворено за моделями С. Лебедєвої.

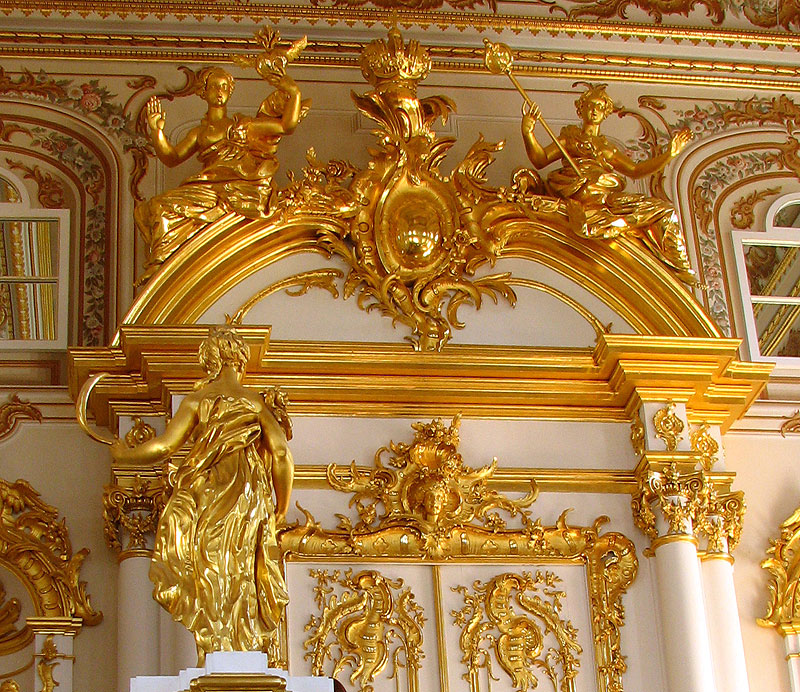
Десюдепорт з фігурами «Вірність» й «Справедливість»

Стіни багато розписані темперою; в орнаментах сплітаються квіткові гірлянди та інші рослинні мотиви, двоголові орли, вензелі Єлизавети Петрівни. Мальовані фігури Аполлона, Діани і Флори вписані в ілюзорні ніші; оманливий ефект підкреслює повітрянність й легкість інтер'єру (роботи виконані Антоніо Перезінотті з помічниками). Цьому ж служать і вісім великих двоярусних вікон, що пропускають на сходи достатньо світла. У верхніх ярусах розташовані характерні для бароко дзеркальні вікна-обманки, покликані посилити за рахунок світлових ефектів відчуття простору.
Стеля Парадних сходів прикрашений плафоном «Алегорія Весни» роботи Бартоломео Тарсія (1751 рік). Живописна робота з часу створення сприймалася як прославлення Єлизавети Петрівни та її царювання, позначене розквітом мистецтв, наук і ремесел. Так само трактувалася загальна символіка інтер'єру: він розкривається алегорією благоденства Російської імперії і його процвітання під егідою мистецтв. Плафон відтворений Л. Любимовим, В. Нікіфоровим, В. Корбаном. Ці ж реставратори відтворили падугу й живописне оформлення стін Парадних сходів. Мажорний і урочистий настрій парадних сходів отримав продовження в Танцювальному залі.

### Танцювальна зала

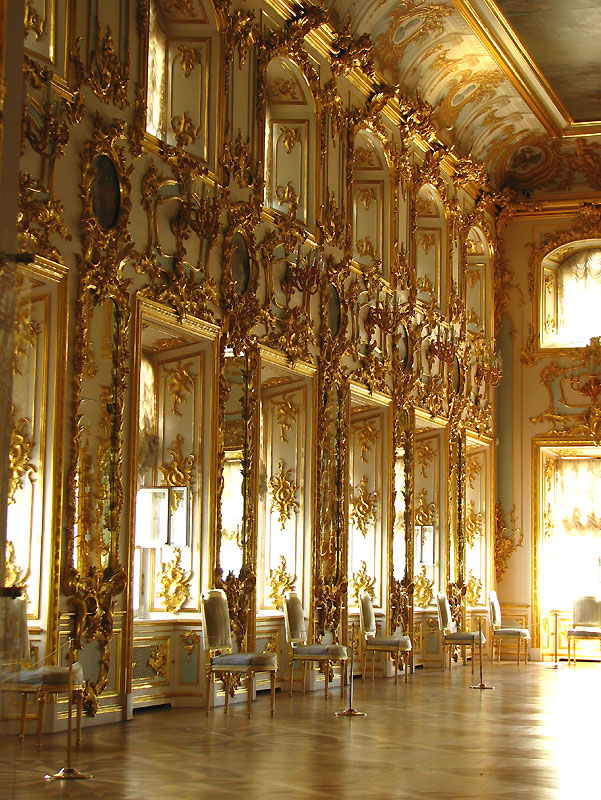
Танцювальна зала

Танцювальна (або Купецька) зала площею близько 270 м² займає все західне крило палацу. По декоративному оздобленню —самий пишний інтер'єр палацу, розроблений в особливому святковому ключі. Вона створювалася в 1751—1752 роках і повністю зберегла початковий задум Растреллі. Особливість Танцювальної зали — фальшиві дзеркальні вікна-обманки, що займають основне простір глухих західної і північної стін. На протилежних їм стінах — вікна справжні, великі, в два яруси. Простінки між вікнами, як справжніми, так і фальшивими, займають величезні дзеркала. Достаток дзеркал створює ефект багаторазово помноженого простору.
В обробці панує позолочена різьба по дереву. У простінках між вікнами, над дзеркалами, розташовані тондо на теми «Енеїди» Вергілія та «Метаморфоз» Овідія (роботи Джузеппе Валеріані; в даний час справжніх — чотири; інші дванадцять — копії, відтворені замість втрачених під час німецько-радянської війни). Падуги, створюють плавний перехід від стін до стелі, прикрашені живописними медальйонами і ліпними кронштейнами. Плафон «Аполлон на Парнасі» (Бартоломео Тарсія, 1751 рік), створений спеціально для залу, займає весь звід. Орнаментальний візерунок набірного паркету з клена, горіха, світлого й темного дуба доповнює інтер'єр.

### Блакитна приймальня

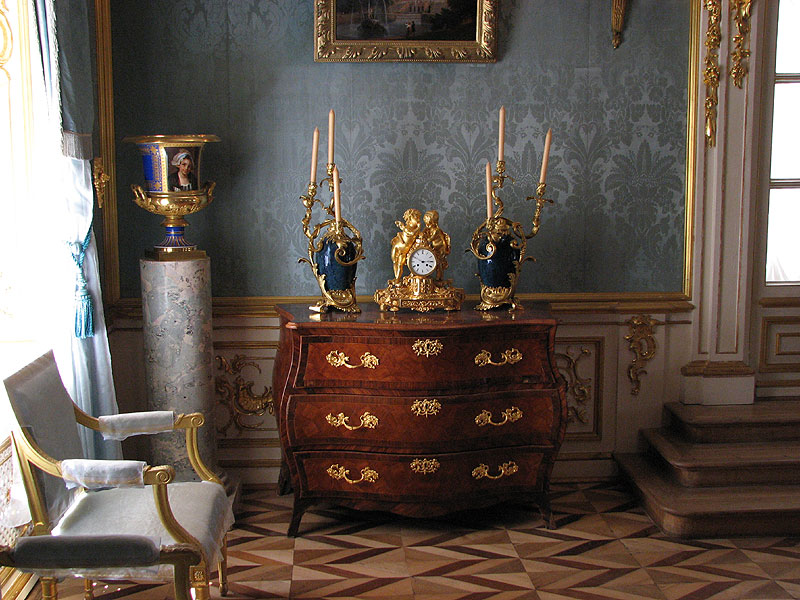
Фрагмент інтер'єру Блакитної приймальні

Невелика кімната, пов'язана з Танцювальним й Чесменським залами; має вихід через скляні двері в галерею, що з'єднує основну частину палацу з Гербовим корпусом. Свою назву отримала за обробкою стін: вони затягнуті блакитним шовковим штофом. Допоміжне приміщення служило свого роду канцелярською; тут постійно перебували секретарі, а також камер-фур'єри, які записували в спеціальні журнали палацовий літопис (у них фіксувалися прибуття або від'їзд важливих персон, кур'єрів, а також привіз предметів обстановки та інше). Інтер'єр створений Растреллі й надалі не піддавався змінам. У нинішній експозиції музею в Блакитний приймальні представлені предмети меблів середини XIX сторіччя в стилі «другого бароко», вироби з бронзи і вази Імператорського порцелянового заводу в стилі ампір. Стіни прикрашають мальовничі роботи; одна з них пензля Івана Айвазовського з Петергофським пейзажем («Вид Великого палацу і Великого каскаду»). Приймальна вирізняється множинністю перспектив, характерною для крайньої кімнати барокового планування: з вікон видно Верхній сад і Нижній парк, крізь скляні двері — галерея «Корпус під гербом».

### Чесменська зала
Меморіальна зала Великого Петергофського палацу; найвідоміший з усіх залів споруди. Свою назву носить в пам'ять про Чесменську битву 25—26 червня (6-7 липня за новим стилем) 1770 року в Егейському морі, в ході якого російський флот здобув вирішальну перемогу в ході російсько-турецької війни 1768—1774 років. Катерина II, отримавши звістку про знищення турецького флоту в Чесменській битві, задумала увічнити подію в серії картин. У тому ж 1770 році німецький художник Філіп Якоб Гаккерт, мав репутацію майстерного пейзажиста, отримав замовлення на створення циклу. Флот знаходився ще в «архіпелазькому поході» (завершився в 1774 році), коли почалася робота над картинами. Гаккерт в той час жив і працював в Італії; для того, щоб художник міг достовірно зобразити вибух і пожежу на кораблі на рейді Ліворно в 1771 році командуванням російського флоту в присутності багатотисячного натовпу був підірваний й потоплений старий 60-гарматний фрегат «Свята Варвара». Епізод був потрібен для роботи над деякими полотнами, в тому числі — над найвідомішою картиною серії «Спалення турецького флоту в ніч на 26 червня 1770 року». Безпосередньо Чесменському бою присвячені 6 з 12 картин серії. Інші полотна відображають наступні битви з залишками турецького флоту й різні етапи багаторічної походу російської ескадри під командуванням Григорія Спірідова й Олексія Орлова. Картини створювалися на основі документальних описів й схем безпосередніх учасників бойових дій.
У 1773 році художник завершив роботу над полотнами; місце для них було визначено заздалегідь, ним став Аванзал Петергофського палацу. Керував перебудовою залу Юрій Фельтен. Від первісного растреллієвського інтер'єру було залишено тільки паркет, дзеркала в простінках й плафон роботи Л. Вернера «Церера, що уручає колосся Триптолему». Фельтен, створюючи інтер'єр в класицистичному дусі, використовував мінімальне декоративне оформлення: тільки поєднання білого й світло-жовтого кольору стін, ліпні орнаменти суворого малюнка на падузі стелі й розмістилися в десюдепортах барельєфи. Один з них, «Турецькі трофеї», безпосередньо пов'язані з темою Чесменської битви; інші розвивають морську та героїчну тематику. У 1779 році великі полотна (розмір кожного близько 3,2 х 2,2 м) зайняли своє нинішнє місце. Призначення зали, незважаючи на радикальну переробку, при цьому не змінилося; як і раніше, тут збиралися придворні, вищі сановники імперії, іноземні посланці перед початком палацового церемоніалу.
Поява меморіальної зали саме в Петергофі не випадкова: Петро I облаштовував морську імператорську резиденцію як пам'ятник перемог Росії у Північній війні; тема прославлення російського війська отримала свій розвиток в Чесменській залі. Вона не стала єдиним пам'ятником перемоги: на тому місці, де Катерина отримала звістку про спалення турецького флоту, споруджений Чесменський храм, був побудований Чесменський палац, в парку Царського Села спорудили Чесменськую колону, в Гатчині — Чесменський обеліск; також в Гатчинському палаці згодом була облаштована Чесменська галерея. До теми бою пізніше звертався Іван Айвазовський; прообразом його картини «Чесменський бій» послужили роботи Якоба Гаккерта.
За німецько-радянської війни інтер'єр було повністю знищено. Картини евакуювали, але плафон в поспіху демонтувати не вдалося, і він згорів. При реставрації йому підшукали заміну, роботу Августина Тервестена «Жертвоприношення Іфігенії» (1690 рік). Тематично він навіть більше колишнього вписується в інтер'єр Чесменської зали, тому що створена на сюжет з історії Троянської війни, що розгорнулася на берегах Егейського моря. Чесменська зала відновлена у 1969 році.

### Тронна зала

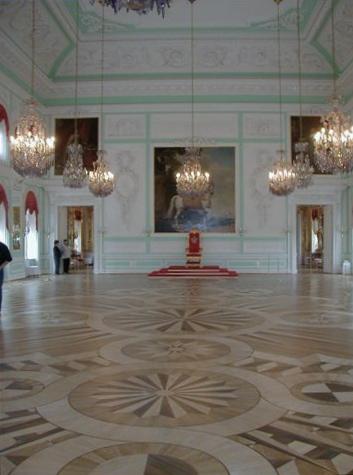
Тронна зала

Найбільша (330 кв. м.) й найурочиста зала палацу. Спочатку зала іменувалася Великою й не мала чітко вираженого призначення. Інтер'єр створено Ю. М. Фельтеном у 1777—1778 роках. Від попереднього барокового інтер'єру, розробленого Растреллі, залишився тільки паркет. Інтер'єр тлумачено в стилі класицизму, але в бароковому обсязі, відрізняється стриманим забарвленням з домінуванням білого й монументальним ліпним декором: великі ліпні орнаменти з акантовим листям на падугах, з листя дуба й лавра (символів стійкість й славу), що акцентує стельове перекриття; вінки і гірлянди виконані в підкресленому об'ємі, що виступають від площин на значні відстані, а іноді й відриваючись від них. Основний елемент декорування залу — живопис, їй відведено найбільш значущі місця в інтер'єрі. Західну торцеву стіну майже суцільно займають чотири полотна роботи Р. Петона, що зображують епізоди Чесменської битви, тим самим створють сюжетну зв'язку з попереднім залом. Англійський живописець Річард Петон, дізнавшись про битву, сам запропонував російському посланнику в Лондоні Олексію Мусіну-Пушкіну написати кілька картин на цю тему. Його бажання було сприйнято прихильно, і в 1772 році чотири картини прибули в Петербург. Спочатку вони розташовувалися в Зимовому палаці; потім при створенні Тронного залу були перевезені у Петергоф. Річард Петон, на відміну від Якоба Гаккерта, не мав точних відомостей про дислокації кораблів, тому картини лише приблизно трактують події битви. Тим не менше вони були виконані на високому професійному рівні й мають безсумнівну художню вагу. Поруч, над дверними порталами, у ліпному обрамленні розміщені парадні портрети Петра I й Катерини I, на протилежній стіні симетрично їм розташовані портрети Анни Іоаннівни і Єлизавети Петрівни (всі створені Генріхом Бухгольцем); в простінки між вікнами другого ярусу вміщено 12 портретів родичів Петра I.

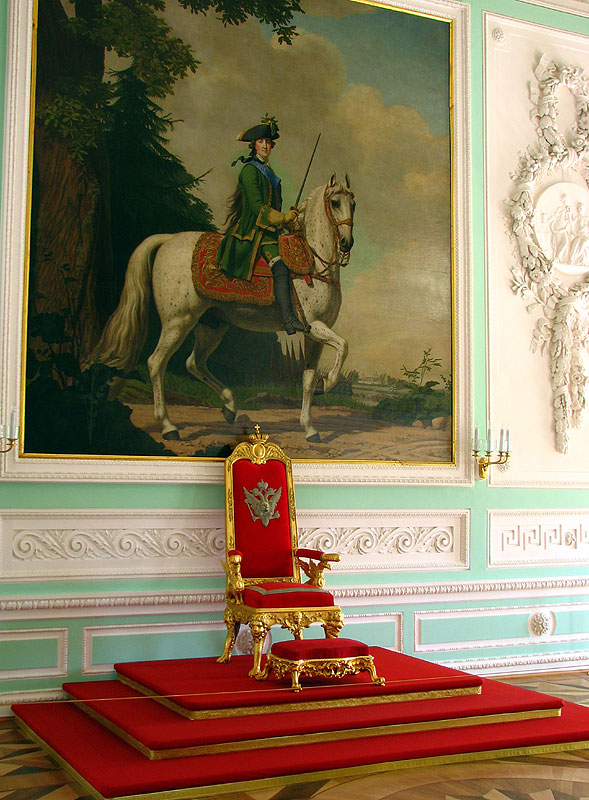
Тронне крісло й картина «Хода на Петергоф»

Центральне місце східної стіни займає кінний портрет Катерини II, найбільше живописне полотно залу. Картина, що називається «Хода на Петергоф», створена в 1762 році Віргілієм Еріксеном. Катерина зображена в мундирі полковника Преображенського полку верхи на улюбленому коні Діаманті. На полотні зафіксований історичний момент палацового перевороту 28 червня 1762 року, коли Катерина, яку тільки що проголосили імператрицею, очолює похід гвардії зі столиці на Петергоф для остаточного усунення від влади свого чоловіка Петра III. Сучасники відзначали, що це самий схожий портрет імператриці. У цієї картини багата подіями історія. Після смерті Катерини замість роботи Еріксена залу прикрасив гобелен «Петро I рятує рибалок на Ладозькому озері» (зала при цьому отримала назву Петровської); картина ж перемістилася в петергофський Англійський палац. У 1917 році разом з іншими цінностями Англійського палацу вона була евакуйована в Москву; якийсь час перебувала в Оружейній палаті, потім — в Третьяковській галереї. Лише у 1969 році при відновленні залу портрет повернувся на своє історичне місце. З живописними полотнами перегукуються гіпсові барельєфи, що доповнюють інтер'єр. По боках від «Ходи на Петергоф» розташовані алегоричні медальйони Івана Прокоф'єва «Правда й Чеснота» й «Правосуддя та Безпека» (обидва створені в 1770-ті роки); прямо над ними — барельєфи на історичні сюжети «Повернення князя Святослава з Дунаю після перемоги над печенігами» (1769 рік; автор Архип Іванов) й «Хрещення княгині Ольги у Константинополі під іменем Олени» (1773 рік; роботи Михайла Козловського, згодом створив скульптуру фонтану «Самсон, що роздирає пащу лева»). Зазначені барельєфи відтворені у повоєнні роки Г. Михайловою й Е. Масленниковим. Біля кінного портрета Катерини встановлено тронне крісло російської роботи першої чверті XVIII сторіччя. За переказами, трон виготовлявся на замовлення Олександра Меншикова для свого палацу в Петербурзі (Меншиковський палац) для прийому частого гостя, Петра I. Дубовий трон визолочено, оббито червоним оксамитом, на спинці — вишитий двоголовий орел. Підніжна лавка — автентичний предмет з обстановки Петергофського палацу; виготовлена в середині XVIII сторіччя.

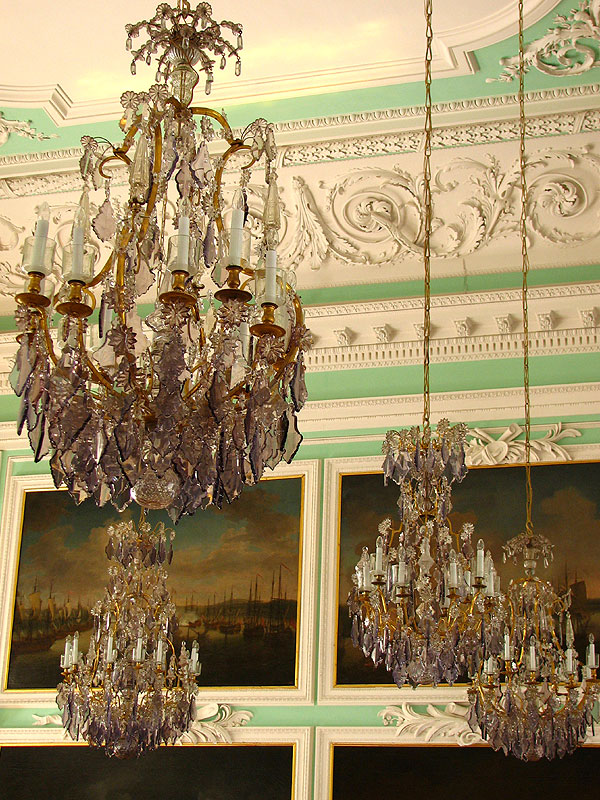
Люстри Тронної зали

Важливе місце в оформленні залу грають люстри з підвісками аметистового кольору у формі дубового листя. Фельтен, працюючи над інтер'єром залу, вирішив не замовляти нові, а використовувати світильники, що вже наявні на складах палацового відомства. 12 люстр, барокові за стилістикою, здаються на перший погляд однаковими. Але в залі їх чотири види, різних за розмірами й формою. Люстри були виготовлені на Петербурзькому казенному скляному заводі. Схожі люстри розташовані також у Чесменській залі палацу й у Білій їдальні. Весь мальовничий декор залу, доповнено барельєфами, має яскраво виражений політичний мотив. Тронна зала створювалася й оформлялася з метою наочно продемонструвати право Катерини II на царювання, її духовну спадкоємність як продовжувачки справи Петра I. У залі також виражена тема прославлення діянь Катерини-цариці, як безпосередньо (картини Р. Петона), так і алегорично. Важливе місце в оформленні також займає тема нещодавно завершиної російсько-турецької війни: крім робіт Річарда Петона, до неї через історичні паралелі відсилають барельєфи О. М. Іванова й М. В. Козловського. Тронна зала використовувалася для проведення офіційних церемоній та заходів; але також, в особливих випадках, тут проводилися бали й урочисті обіди. У роки німецько-радянської війни майже все оздоблення Тронної зали загинуло, після звільнення Петергофа (й у перші повоєнні роки) в північній стіні зали був великий пролом. Відновлено Тронну залу 1969 року.

### Авдієнц-зала
Відносно невелика зала у числі парадних приміщень палацу, інтер'єр якої розроблений Растреллі. Початковий план будівлі палацу припускав існування на місці зали двох невеликих кімнат, зі світловим двориком між ними, але цей план архітектора було відхилено. Йому довелося в ті ж розміри спробувати вписати Авдієнц-залу. Складність полягала в тому, що простір для приміщення опинилося затиснутим Великою (Тронною) залою з одного боку, й Білою їдальнею — з іншого; а великі двухсвітні вікна при цьому повинні були виходити на обидві сторони від палацу. Виходило вузький й високий, витягнутий поперек палацу простір приміщення. Архітектор продемонстрував неабияку композиційну майстерність, успішно впорався з декоруванням складного простору. Вузький зал Растреллі як би відчинив угору, використав характерний прийом з пристроєм помилкових дзеркальних вікон у другому ярусі поздовжніх стін (по п'ять з кожного боку). Падуга стелі на відміну від інших растрелліївських інтер'єрів палацу створена підкреслено-об'ємною, привертає увагу, з чітким позолоченим декором, який імітує трельяжну сітку. Іншим засобом виділення вертикального об'єму зали стали пілястри по кутах й на поздовжніх стінах, що завершуються виразними різьбленими капітелями (архітектор в інтер'єрах палацу рідко використовував ордер). Дзеркала, традиційний бароковий елемент оформлення, повною мірою використаний в нижньому ярусі зали. Величезне дзеркало в центрі над каміном й навпроти нього, від них дзеркала трохи менше праворуч і ліворуч на поздовжніх стінах, і ще два в простінках вікон — така безліч ілюзорних перспектив сприяє зоровому розширенню простору. Основний елемент декору традиційний для Растреллі — це позолочена різьба по дереву. Орнаменти дзеркальних рам відрізняються особливо складним й вибагливим малюнком. Цікавою деталлю інтер'єру є жіночі бюсти, вінчають орнамент навколо вікон; мотив повторений у вигляді жіночих головок над вікнами-обманками другого ярусу. Цікаво, що з часів Растреллі зала до 1941 року жодного разу не піддавалася переробкам.
Звід прикрашено єдиним живописним твором в Авдієнц-залі: плафоном, що зображують заключний епізод поеми Торквато Тассо «Звільнений Єрусалим». Плафон було написано у 1754 році П. Балларіні спеціально для «Авдієнц-камери» (італійський художник працював у Росії недовго й нічого іншого тут не створив). Живописна робота відрізняється від інших плафонів палацу незвичайним вибором теми: замість умовних алегорій обрана любовно-героїчна поема. В 1941 році пожежа у палаці знищила плафон; зараз на його місці відтворена Л. Любимовим й В. Нікіфоровим за участю О. Солдаткова в 1979 році копія.
Зала використовувалася для малих державних прийомів. В середині XIX сторіччя, коли стало практикою накривати столи у всіх парадних залах палацу для урочистих обідів, тут відводилося місце статс-дамам; тому зала отримала свою другу назву — Статс-дамська зала.

### Біла їдальня

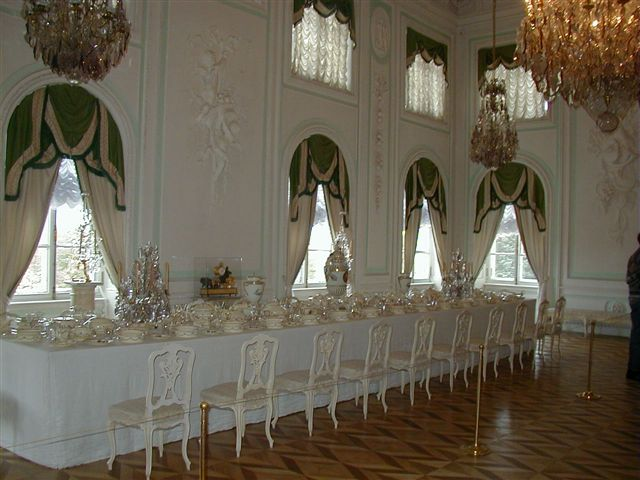
Біла їдальня

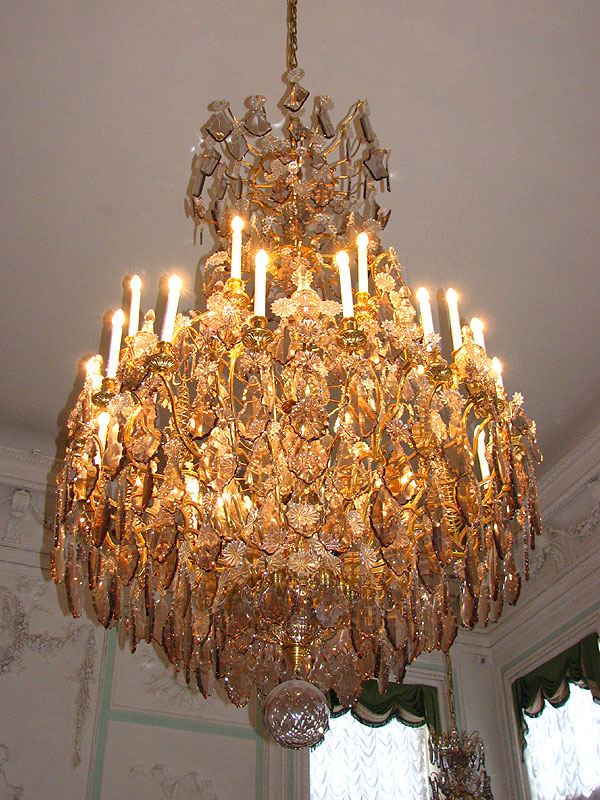
Люстра у Білій їдальні

Первісний декор Їдальні, виконано у традиційній для Растреллі манері, проіснував недовго. В 1774—1775 роках Фельтен істотно переробив залу, і за характером переробки вона отримала свою назву. Біла їдальня становить виразний контраст попереднього інтер'єру: після достатку блиску позолоти та ігри дзеркал — майже повна монохромність й матова текстура. Інтер'єр вирішений у суворі канони класицизму, і на контрасті двох сусідніх залів легко простежуються відмінності двох стилістичних підходів. В залі немає падуги, стелю підкреслено монументальним карнизом, який, однак, не стикається з площиною стелі; різьблені позолочені панно з дерева поступилися місцем гіпсовій ліпнині; десюдепорти втратили легкість й посилені сандриками. Горизонтальні тяги, карниз, сандрики створюють композиційно замкнений інтер'єр. На відміну від барокового прагнення розкрити простір перспективами з вікон або через дзеркальні ефекти класицизний підхід характеризується прагненням до простору врівноваженому, самодостатнього, гармонійно організованого й внутрішньо завершеного, що повною мірою реалізувався в інтер'єрі Фельтена.

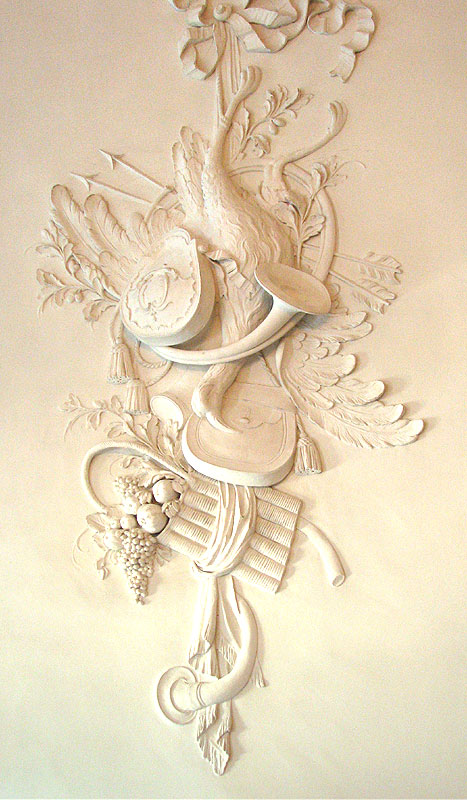
Панно «Мисливські трофеї»

Біла їдальня також виділяється серед інших залів палацу відсутністю живопису. Функцію головного декоративного оформлення несуть на собі настінні барельєфи, в інших інтер'єрах виконували лише допоміжну роль. Всі ліпні панно виконувалися російськими скульпторами. Сюжети барельєфів — алегорії достатку (амури, що підтримують кошики з плодами й квітами), композиції з мисливських трофеїв, у верхньому ярусі — композиції з музичних інструментів. У простінках верхнього ярусу також розміщені медальйони роботи Федора Гордєєва на міфологічний сюжет про Діоніса й Аріадни. Барельєфи відтворені в повоєнні роки за моделями Л. Швецької, Р. Михайлової, Е. Масленнікова.

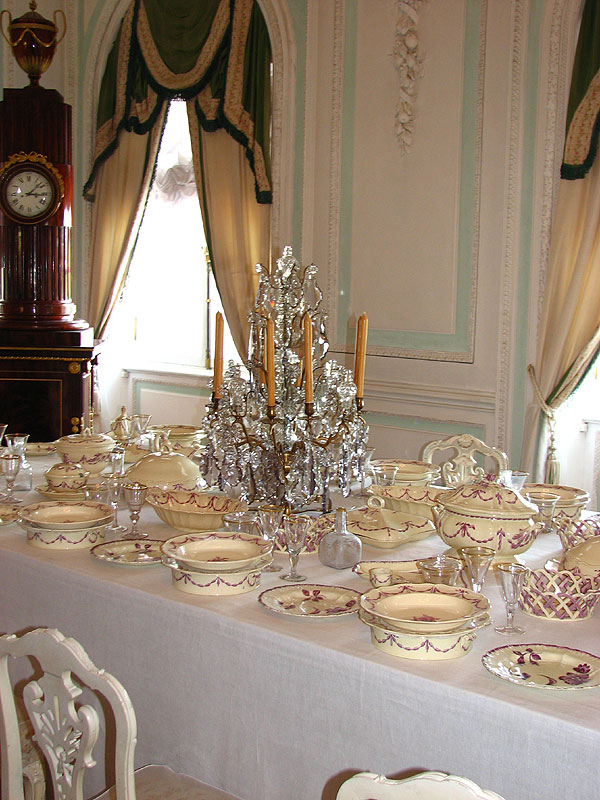
Веджвудський сервіз

У сучасній експозиції залу виставлено «Веджвудський сервіз» (або Husk-сервіз). Посуд з порцеляни незвичайного кремового відтінку з тонким квітковим малюнком лілово-бузкового кольору виконано на заводі «Етрурія» в Стаффордширі Джозаїєю Веджвудом. Це одна з ранніх робіт англійського гончара, який згодом став всесвітньо відомим. Катерина II замовила сервіз у 1768 році; в 1779 він був отриманий повністю й включав в себе близько 1500 предметів. Не всі виставлені предмети виготовлені на заводі Веджвуда; з часом посуд бився й частково поповнювався за рахунок копій, створюваних на російських мануфактурах. Зараз у залі демонструється комплект на 30 кувертів з 196 предметів. Придворні обіди або вечері в XVIII—XIX сторіччях мали церемоніальний характер й тривали по кілька годин; меню включало в себе кілька змін; щоб за розмовами страви не остигали, тарілки ставилися на «водяниці», заповнені окропом. Урочисті обіди та вечері обслуговувалися штатом до 500 кухарів, лакеїв, кофешенків.
У Білій їдальні є витончені круглі печі з білих поливних кахлів російського виробництва. Спочатку вони були виконані за ескізами Фельтена. Розбиті в роки війни, печі були відновлені в післявоєнні роки В. Жигуновим, О. Поваровим, В. Павлушиним.
Біла їдальня замикає анфіладу великих парадних зал палацу. Її розташування в плануванні проводить межу між офіційними залами й приватними палацовими покоями.
До Білої їдальні примикають дві невеликі кімнати — Буфетні (назва закріпилася з середини XIX сторіччя; до цього одна з них називалася Нагрівальнею). Підсобні приміщення використовувалися для підготовки страв до подачі на стіл й зберігання посуду; були мебльовані дубовими столами й посудними шафами. Зараз в одній з Буфетних виставлені живописні твори з колекції музею роботи А. Сандерса, виконані в 1748 році.

### Китайські кабінети
Найбільш екзотичними за декором приміщеннями палацу є Західний й Східний Китайські кабінети. Вони розташовані симетрично відносно центральної осі палацу, обрамляючи собою Картинну залу. Це та частина палацу, що існувала спочатку; з часом вона перебудовувалася й змінювала своє функціональне призначення. У Східному кабінеті за Петра I існувала їдальня. Ідея облаштувати Китайські кабінети належала Катерині II й була реалізована у 1766—1769 роках й надалі істотно не змінювалася. Інтер'єр розробляв архітектор Жан Валлен-Деламот.
За основу декоративного оздоблення були взяті китайські лакові ширми, китайські лакові мініатюри, привезені до Росії ще за Петра I. Товщина стулок ширм дозволяла розпиляти їх уздовж, щоб використовувати для оформлення обидві сторони стулки. У кожному кабінеті архітектор розмістив по п'ять декоративних панно (в даний час тільки два — справжні; решта вісім — відтворені замість втрачених за німецько-радянської війни). Розпис виконано на чорному тлі, характерний для китайського образотворчого мистецтва кінця XVII — початку XVIII сторіччя. Серед сюжетів — традиційні сільські сцени й острівні пейзажі. Три панно виділяються тематичної оригінальністю: на них зображені етапи виробництва шовку, виступ військових в похід й збір урожаю рису. Однак площі китайських панелей було недостатньо, щоб створити гармонійний інтер'єр, й тоді Валлен-Деламот вирішив використовувати надставки-обрамлення, які за його ескізами малювали російські майстри лакової мініатюри. Тонка стилізація була виконана бездоганно. Сюжетами стали пейзажні мотиви, зображення тварин, квітів, птахів; малюнки на вставках не повторюються. Розмір найбільшого складеного панно — 4,5×2,3 м.
В якості фону для лакових панно було обрано шовковий штоф; золотистих тонів — для Західного кабінету й малиново-червоних — для Східного. Двері були також оформлені лаковим живописом у китайському стилі. Дверні прорізи архітектор задумав незвичайної п'ятикутної форми; десюдепорти Західного кабінету оздоблені стилізованим сонячним диском вершини п'ятикутника й динамічними золоченими фігурами драконів з боків, які простягають свої лапи до сонця.
Орнаментальні плафони, розписані в техніці лакової з шліфованою штукатурці, нагадують подглазурную розпис по порцеляні (незвично великі кахлі печей в кабінетах виконані в техніці підполивного розпису). Стеля прикрашена ліхтарями в китайському стилі з розписного скла. Вони з'явилися тут в 1840-х роках, це було останнє внесене доповнення в інтер'єри. Паркет кабінетів — з самим вигадливим й складним малюнком серед палацових залів, він виконаний в техніці маркетрі з деревини цінних порід: амаранту, палісандра, ебенового дерева, горіха, сандалу, чинари.
У Китайських кабінетах є печі хитромудрої форми з поліхромних кахлів. Піч Західного Китайського кабінету прикрашена чотирма фігурами людей у східних нарядах.
У кімнатах, у відповідності з вишуканою стилізацією, підібране меблеве та художнє оздоблення. Частина меблів — насправді китайського походження, лакові мініатюри, подаровані Катерині II (стіл, розписаний червоним лаком й палісандрові крісла з інкрустацією перламутром у Західному кабінеті); інші — роботи європейських майстрів у китайському дусі. У Східному кабінеті представлені роботи англійських меблярів XVIII сторіччя з лаковою обробкою живописом: письмовий стіл й стільці, підлогові годинники; у Західному — унікальне бюро-циліндр французької роботи 1770-х років. У той час в Європі, особливо у Франції, було добре налагоджено виготовлення предметів меблів у стилі «шинуазрі», простимульоване високим інтересом аристократії до далекосхідної екзотики й рідкістю оригінальних виробів. Залишаючись конструктивно європейською, ці меблі за рахунок розписів й декоративних деталей вдало імітували китайські.
Над багатими по забарвленню інтер'єрами під урядуванням Валлен-Деламота працювало багато видатних художників: Антоніо Перезінотті, брати Олексій та Іван Бельські, О. Трофімов, В. Скородумов, «майстер лакових справ» Федір Власов.
Сучасна експозиція музею включає в себе також колекцію фарфорових виробів XVII—XIX сторіч, виконаних китайськими й японськими майстрами: посуд, вази, свічники, статуетки; кантонськиу емаль, лакові розписні скриньки й кабінети.
Захоплення китайським мистецтвом, характерне для XVIII сторіччя, крім писаних шовків у Диванній має ще одне відображення в Петергофі: палац Монплезір зберігається «Лакова камора» Петра I.
У роки німецько-радянської війни Західний Китайський кабінет був майже повністю знищений: як й у сусідній Картинній залі обрушилися міжповерхові перекриття, дах й північна стіна, з виглядом на Великий каскад (стіна між Західним Китайським кабінетом й Картинною залою дивом збереглася). Стіни й частина перекриттів Східного Китайського кабінету вціліли, але його оздоблення також майже все загинуло.
Декоративне оформлення Західного Китайського кабінету відтворено в 1971—1972 роках. Плафони, двері, панелі й декоративні панно Китайських кабінетів були відтворені в техніці лакового живопису на основі серйозних наукових досліджень бригадою художників під керівництвом Л. Любимова у складі М. Бичкова, Ф. Васильєва, Б. Лебедєва й В. Андрєєва. Ця робота в 1971 році була удостоєна Золотої медалі Академії мистецтв СРСР.

### Картинна зала

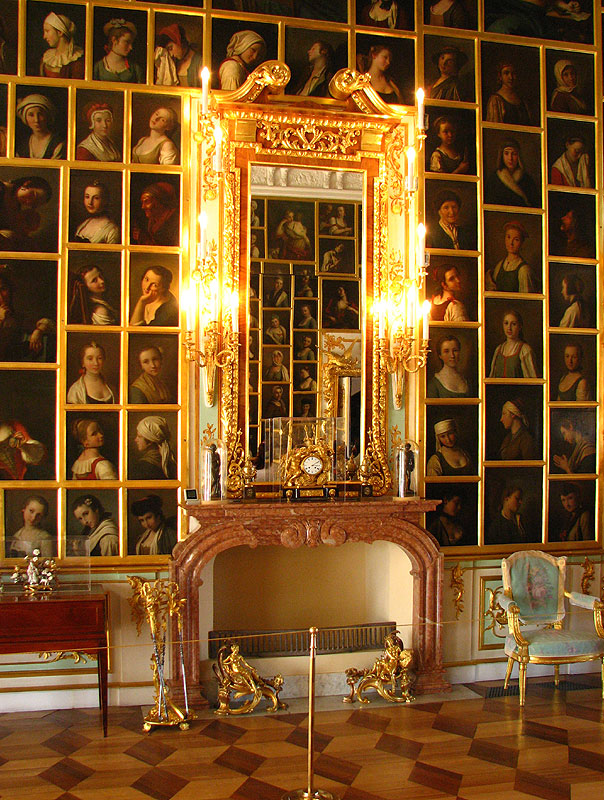
Картинна зала

Простора двосвітлова зала, що розташована в обрамленні Китайських кабінетів, займає центральне місце в плануванні палацових приміщень; через нього проходить композиційна вісь не тільки самого палацу, але Нижнього парку й Верхнього саду. З великих вікон-дверей нижнього ярусу, що виходять на обидві сторони, видно перспектива Морського каналу, що прорізає Нижній парк й сягає Фінської затоки, та басейни фонтанів Верхнього саду (вікна-двері ведуть на балкони, єдині у палаці).
Картинна зала — одне з найстаріших приміщень Петергофського палацу, вона створена ще при будівництві «Нагірних палат» Петра I. У первісному варіанті будівлі зала була самим великим парадним приміщенням. Обсяги та пропорції зали за всі подальші перебудови не змінювалися; він навіть зберіг елементи початкової обробки за задумом імператора, який втілювали Ж.-Б. Леблон й Н. Мікетті. До них належать ліпний карниз, розпис падуг й плафон роботи Бартоломео Тарсія на тему «Історія ієрогліфіки», створений у 1726 році. Складне багатофігурне полотно (більше тридцяти персонажів) славить героя (Петра I); над ним майорить штандарт з двоголовим орлом, навколо нього — античні боги Феміда, Афіна, Церера, Меркурій; алегорії Вічності у вигляді крилатої жінки з кільцем, Правди, що вражає Невігластво, Пороку, що втікає від Світла. Виконана в монохромній манері темперний розпис на падугах, композиційно злиту з їх формою, продовжує тематику плафона. Зображені атрибути та емблеми військової слави, великомасштабні фігури символізують час, істину, славу, могутність, патріотизм й морські перемоги. В оточені прапорами кутові медальйони вписані профілі Нептуна, Марса, Аполлона й Беллони. На поздовжніх падугах присутні також алегорії чотирьох стихій.

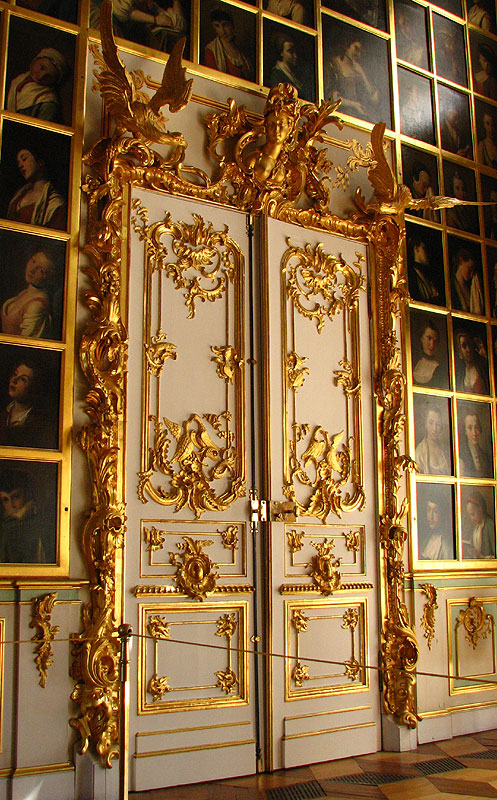
Двері зали з десюдепортом

Відомо, що за Петра I інтер'єр прикрашали гобелени французької роботи й 16 картин італійських живописців, за що зал звався Італійським салоном. Надалі декор залу неодноразово перероблявся. В 1750-ті роки інтер'єр було змінено за проектом Растреллі: в залі з'явився паркет, що замінив мармурову плитку, дзеркала в барокових рамах, а також вишукані десюдепорти. Їх виразна скульптурна композиція з жіночого бюста в оточенні птахів з розпростертими крилами, який багаторазово повторюється у різних варіаціях у наступних палацових покоях.
У 1764 році зал знайшов свій нинішній вигляд, коли за проектом Жана Валлен-Деламота була закінчена шпалерне розташування картин, що належать пензлю П. Ротарі. Приїхав у Росію в 1756 році граф П'єтро Ротарі користувався репутацією майстра ідеалізованого портрета, був призначений придворним художником й користувався прихильністю імператриці Єлизавети Петрівни. Він залишив слід у російському живописі: у нього вчилися Федір Рокотов й Іван Аргунов. У 1762 році Ротарі помер; Катерина II розпорядилася придбати у вдови італійського художника всі його полотна, що залишилися в майстерні. Частина їх Ротарі привіз із собою з Німеччини та Італії, але більшість були створені в Росії. Великий знавець костюма, Ротарі любив малювати ідеалізовані портрети молодих дівчат або чоловіків в національних шатах (польських, російських, турецьких, угорських, татарських тощо). Більшість робіт художника, що потрапили у Петергоф, — якраз такі портрети. Ротарі був плідним й модним художником: у Китайському палаці Оранієнбаума є кабінет Ротарі, в Архангельському, підмосковному маєтку Юсупових — салон Ротарі; його роботи представлені в колекціях російських й європейських музеїв. Але найбільше зібрання робіт художника представлено в Картинній залі: 368 полотен займають майже всю площу стін. Шпалерна розвіска часто застосовувалася для прикраси інтер'єрів; в Петергофі таким же чином оброблено павільйон «Ермітаж», у Великому Катерининському палаці теж є Картинний зал, де реалізовано той же принцип розміщення живописних робіт. Однак не було випадку, щоб шпалери були складені з робіт лише одного художника; в цьому плані інтер'єр не має аналогів. Зала за Єлизавети Петрівни недовго називалася Старою, стала іменуватися Кабінет мод й грацій або Галерея Ротарі; згодом за нею закріпилася сучасна назва.

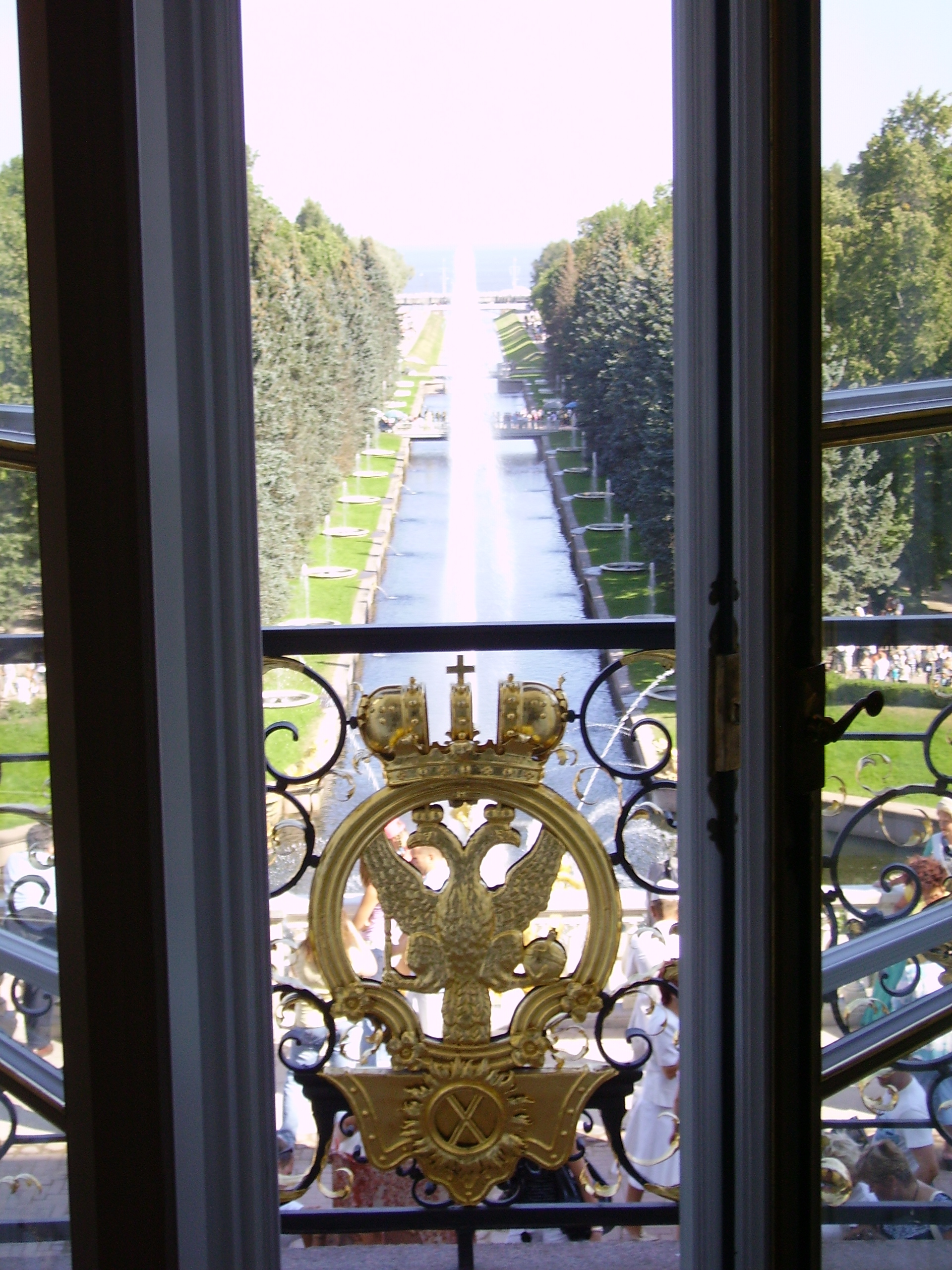
Перспектива Морського каналу

У музейній експозиції зали у якості ілюстрації представлені деякі предмети меблів, що нагадують про колишнє використанні зали. Складні ломберні столики XVIII сторіччя вказують на те, що тут нерідко влаштовувалися карткові ігри. В залі встановлено фортепіано, виготовлене у Москві у 1794 році (майстер Йоганн Штюмпф); у XIX сторіччі тут проводилися музичні вечори для вузького кола наближених до двору.
За німецько-радянської війни центральна частина палацу, де розташована Картинна зала, була підірвана, крім даху й міжповерхових перекриттів обрушилася й північна стіна, що споглядає на Морський канал й Фінську затоку. Від усієї зали залишилися лише три стіни.
Відновлена зала одна з перших — у 1964 році. Її плафон й падуга відтворена художниками бригади Я. Казакова.

### Куріпкова вітальня
Куріпкова вітальня, або Будуар, відкриває анфіладу кімнат жіночої половини палацу. Розташована в безпосередній близькості від спальні й Туалетної, вона використовувалася для ранкових справ імператриць серед найближчого оточення. Кімната розташована у старій, петровської частині палацу. До перепланування, розпочатої Франческо Растреллі, на місці вітальні були дві маленькі кімнати, причому одна з них — без вікон. Згодом растрелліївський інтер'єр було перероблено Юрієм Фельтеном, який, однак, не змінив його загальний характер: були залишені деякі золочені орнаменти на стінах й дверях, залишився й альков, що відокремлює розміщений у вітальні диван від іншої частини кімнати. Фельтен створив нову нішу для дивана, плавно зігнувши до алькова площини стін.
Своєю назвою кімната зобов'язана вишуканій обробці стін. Шовкова блідо-блакитна тканина сріблястого відливу з витканими зображеннями куріпок, вписаних в орнамент з квітів й колосків пшениці, створена за ескізами Філіпа де Лассаля (де ла Салля). Ліонський художник у другій половині XVIII сторіччя користувався великою популярністю: він працював над ескізами оббивних шовків резиденцій для всіх європейських монархів. Малюнок з куріпками спеціально розроблявся для Петергофського палацу; замовницею дорогого шовку була Катерина II. Стару тканина в XIX сторіччі двічі (в 1818 й 1897 роках) відновлювали на російських фабриках у точній відповідності до оригінальної. Зберігся шматок матерії, витканої наприкінці XIX сторіччя, було використано при відтворенні інтер'єру після війни для затягування західної стіни вітальні й у якості зразка для виготовлення оббивки для інших стін. Відтворили значну частину шовку московські майстри під керівництвом А. Фейгіної. Частина старої тканини розміщена на західній стіні.
Стеля вітальні прикрашає овальний плафон, алегорично зображує Ранок, що жене Ніч (невідомого французького художника XVIII сторіччя). Раніше стеля була розписана темперою художниками братами Олексієм й Іваном Бєльськими, але розпис безповоротно загинув за німецько-радянської війни.
У Куріпковій вітальні експонуються чотири твори Жана Греза, в тому числі «Дівчина, яка сидить біля столу» (1760-ті роки). Іншим помітним експонатом кімнати є арфа, виготовлена у Лондоні наприкінці XVIII сторіччя філією фірми французького майстра музичних інструментів Себастіана Ерара.
Відновлена у 1964 році Куріпкова вітальня була у числі перших відтворених залів палацу.

### Диванна
Опочивальня імператриці. Диванна оформлена за проектом Фельтена в 1770 році. Застосовано золочене різьблення по дереву, використано геометричний плоский орнамент, розетки, обвисні гірлянди квітів. У 1779 році біля західної стіни було розміщено «турецький» диван «з приступом» (звідси назва кімнати), подарований Потемкіним. Стіни оббиті китайським шовком XVIII сторіччя, реставровані й доповнені А. Васильєвою.
Диванна опочивальня відновлена у 1964 році. На килимі стоїть порцелянова статуетка улюбленої левретки імператриці Катерини II Земіри. Фігура собачки виконана на Імператорському фарфоровому заводі у 1779 році за моделлю скульптура Ж.-Д. Рашетта.
З предметів, що тут здавна особливий інтерес становлять «Портрет Єлизавети Петрівни в дитинстві», копія з роботи Л. Каравака, порцелянова яйцеподібної форми ваза, виготовлена петербурзькими майстрами.

### Туалетна
Шовк, прикрашає стіни цієї кімнати, витканий в середині XIX сторіччя за малюнком П. Дверза, відтворює тканину XVIII сторіччя. На стінах — парадні портрети. Позолочена різьба відтворена під керівництвом О. Семенова за моделями Н. Оде.

### Кабінет імператриці
Назва кімнати зовсім не означає, що його господиня регулярно займалася тут державними справами. Найчастіше сюди заглядали лише, щоб у тісному колі наближених зіграти партію у карти. До німецько-радянської війни Кабінет зберігав золочену дерев'яну різьбу, шовкові драпірування, набірний паркет, що з'явилися тут у 1750 — 1760-х роках. Влітку 1849 року в Петергоф доставили, а на наступний рік встановили в Кабінеті імператриці «порцеляновий камін писаний квітами й фруктами прикрашено по рожевому ґрунту золотом». На щиті каміна розміщувалося величезне дзеркало у порцеляновій рамі. З фарфору були виконані також канделябри, камінний екран й стіл. Ці чудові вироби імператорського фарфорового заводу, як і всі деталі оздоблення, загинули в 1941 році. Особливу принадність надає Кабінету чудовий по малюнку шовк. Він з'явився тут, ймовірно, ще в XVIII сторіччі. У 1818 році його змінив малиновий штоф з квітами й птахами. Але незабаром стіни Кабінету знову прикрасив білий атлас з букетами й кошиками. У Кабінеті відтворено оздоблення другої половини XVIII сторіччя, часу правління Катерини II й захоплення ідеями французьких просвітників. В кутах кімнати — бюсти Руссо й Вольтера. На стінах — парадні портрети царюючих осіб. Катерина представлена стоїть в парадному костюмі. Правою рукою вона вказує на письмовий стіл, де розкидані книжки й рукописи, що повинно було свідчити про постійні турботи «просвіченого монарха». Портрет Єлизавети Петрівни роботи невідомого російського художника середини XVIII сторіччя — пряма протилежність попередньому. Єлизавета зручно сидить в тронному кріслі, безтурботний вираз її обличчя, на губах привітна півусмішка. Майже грайливо вона тримає в правій руці скіпетр. На західній стіні портрет сина Катерини II, Павла I, копія з роботи художника Ж.-Л. Вуаля, та його дружини Марії Федорівни. Одним з улюблених пейзажистів другої половини XVIII сторіччя, чиї полотна охоче купувалися для російських палаців, був німецький живописець Філіп Якоб Хаккерт, який постійно жив в Італії. Його картина «Вид грота Нептуна у Тіволі біля Рима» розміщена на східній стіні. У центрі Кабінету стоїть круглий стіл червоного дерева з мармуровою дошкою. Це надзвичайно рідкісний приклад виробу майстра Марка-Давіда Кулерю, який жив у маленькому французькому містечку Монбельяр на кордоні зі Швейцарією. М.-Д.Кулерю працював, в основному з чорним деревом; виконані ним меблі з червоного дерева — поштучні екземпляри.

### Штандартна
Штандартна була декорована за проектом Растреллі позолоченим різьбленням по дереву, стіни затягнуті шовком. Тканина неодноразово змінювалася. З середини XIX сторіччя — це «брокатель по жовтому тлу з ліловими розводами» під колір імператорського штандарта (в той час в кімнаті зберігалися штандарти гвардійських полків, звідси й назва). В даний час стіни й меблі оббиті шовком, виготовленим за зразком тканини з Петергофської Власної дачі роботи московської мануфактури І. Кондрашова 1840-х років. Тканина відтворена московськими майстрами під керівництвом А. Фейгіної.

### Кавалерська
Тут розміщувався караул кавалергардів, виконувалися подання кавалерів російських орденів, влаштовувалися прийоми офіцерів гвардійських полків. Стіни затягнуті малиновим штофом, виготовленим на московській мануфактурі Ф. Коровіна наприкінці XIX сторіччя. Шовк відтворено у 1974 році. У Кавалерським знаходиться одна з кахельних печей Великого палацу, є справжнім витвором мистецтва. Піч відновлена під керівництвом В. Жигунова. Оздоблення інтер'єру доповнюють картини, серед яких полотно школи Пітера Рубенса «Апофеоз війни».

### Велика блакитна вітальня
Блакитна вітальня в середині XVIII сторіччя називалася Їдальнею. Оббивка стін неодноразово змінювалася. Блакитна брокатель, дала інтер'єру нову назву, вперше згадується у 1876 році. В даний час стіни прикрашені шовком, виготовленим за зразком 1897 року. До 1941 року тут зберігалася мальовнича падуга художника Л. Дорицького (1753 рік). Падуга відтворена художником Л. Любимовим в 1980 році. Вітальню прикрашають парадні портрети Катерини II й дружини Павла І Марії Федорівни — копії художників XVIII сторіччя з портретів роботи Д. Левицького й Л. Віже-Лебрен. Інтер'єр доповнює піч з так званими «ландшафтними» кахлями.

### Секретарська
Інтер'єр було створено у середині XVIII сторіччя за проектом Растреллі. Основний елемент декору — зелений шовковий штоф, яким обтягнуті стіни, — відтворено за зразком XVIII сторіччя. Білі панелі й двері були оформлені золоченими прямокутними тягами, різьбленими зображеннями птахів, рослинним орнаментом. У Секретарській розміщена одна з кахельних печей Великого палацу. Відтворена під керівництвом В. Жигунова. Паркетну підлогу, як й ще у деяких залах (Куріпкова, Диванна й Блакитна вітальні, Коронна, Блакитна приймальні, Дубовий кабінет Петра I) викладено малюнком «зигзаг».
На стінах — картини «Заміський палац» роботи голландського художника Я. Ван ден Стратена (1701 рік) й «Гірський пейзаж» роботи невідомого італійського художника XVIII сторіччя.

### Коронна
Була оформлена в середині XVIII сторіччя й перебудована 1769—1770 роках за проектом Юрія Фельтена як парадна Опочивальня. Але за призначенням не використовувалися. Вона потрібна лише для посилення підкресленою парадності палацу. З кінця XVIII сторіччя кімната стала називатися Коронною, тому що за правління Павла I в приміщенні було встановлено спеціальний «стоянець» для корони.
Меблювання й оформлення повторюють оздоблення Диванної: в кімнаті встановлена перегородка з альковою нішею, а стіни обтягнуті розписним китайським шовком, на якому зображується процес виготовлення порцеляни у Цзіндечжені. У вересні 1941 року все оздоблення загинуло, за винятком знятого зі стін шовку. Коронна відтворена за проектом Е. Казанської та В. Савкова. Кімнату прикрашає плафон «Венера й Адоніс» роботи невідомого італійського художника XVIII сторіччя. Стіни затягнуті розписаним аквареллю китайським шовком кінця XVII початку XVIII сторіччя, на якому детально зображено процес виробництва порцеляни. Тканина реставрована А. Васильєвою.
Коронну відновлено у 1964 році у числі перших відтворених залів Великого палацу разом з Картинною залою, Куріпковою й Диванною вітальнями.

### Дубовий кабінет й Дубові сходи
Дубовий кабінет — найстаріший інтер'єр палацу, створений ще у першій чверті XVIII сторіччя. Оброблений чотирнадцятьма дубовими панелями, вісім з яких справжні.
Дубові сходи споруджені у 1720—1721 роках за проектом А. Леблона, плафон створено І. Я. Вишняковим у 1751 році. Він зображував Аврору, богиню ранкової зорі, що під час німецько-радянської війни загинув; його відтворено у 1964 році Я. А. Козаковим. Назва походить від дубу, яким вистелені сходи й з якого вирізані балясини її перил. Всі дубові деталі, крім фрагмента однією з балясин, згоріли за пожежі 1941 року, були відтворені за моделями скульптора Н. Оде.
Дубові сходи зберігалися протягом двох сторіч майже без змін.

## Церковний й Гербовий корпуси. Особлива комора
У Особливій коморі планується влаштувати музей.

## Палацово-парковий ансамбль Петергофа, палаци Нижнього парку
- Петергоф (палацово-парковий ансамбль)
- Монплезір
- Марлі

## Великий палац на монетах

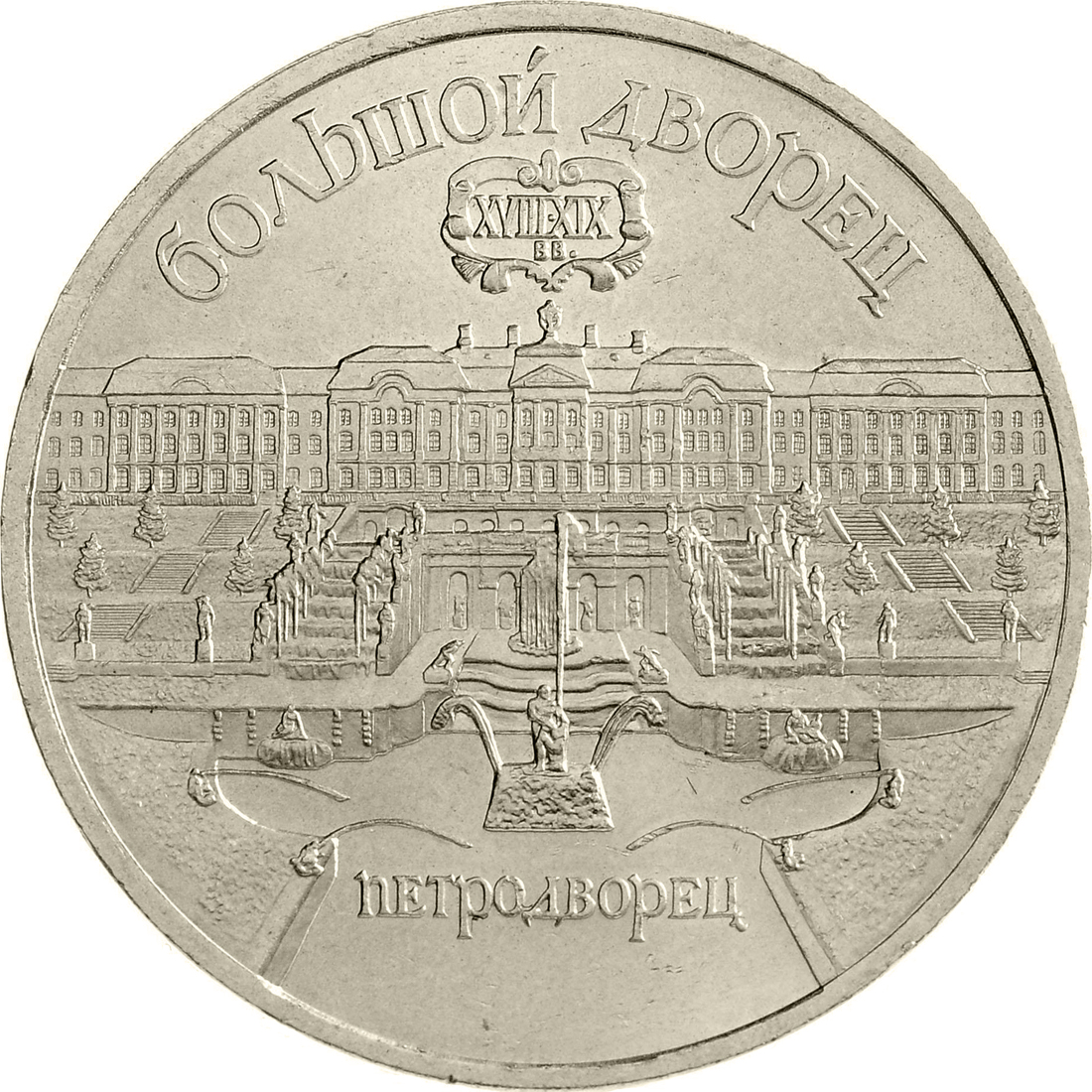
5 рублів СРСР 1990 року, мельхіор
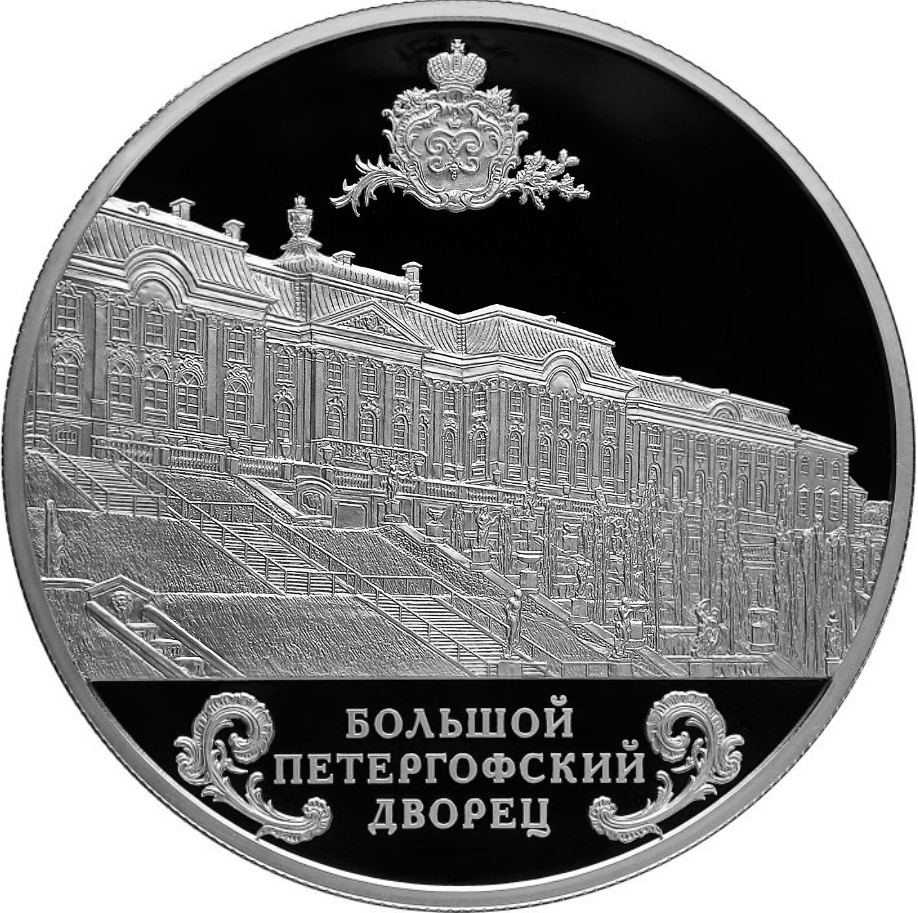
25 рублів Російської федерації 2016 року, срібло 925 проби